# Karl Vernon
Karl Vernon (19. juni 1880 - 11. juli 1973) var en britisk roer, født i Tyskland.
Vernon deltog ved OL 1912 i Stockholm, hvor han som del af den britiske firer med styrmand vandt en sølvmedalje, kun besejret af en båd fra Tyskland i finalen. Bådens øvrige besætning var Julius Beresford, Charles Rought, Bruce Logan og styrmand Geoffrey Carr. Det var det eneste OL han deltog i.

## OL-medaljer
- 1912:  Sølv i firer med styrmand